# GAC Aion
GAC Aion New Energy Automobile Co, Ltd, торгує як GAC Aion ― китайський виробник електромобілів зі штаб-квартирою в Гуанчжоу, Китай. 
Дочірня компанія GAC Group була заснована у 2017 році як GAC New Energy Automobile. Свою нинішню назву отримала в листопаді 2020 року. Компанія виробляє акумуляторні електромобілі під однойменним брендом Aion та преміальним брендом Hyptec.
Станом на 2023 рік GAC Aion є третім за величиною брендом акумуляторних електромобілів після Tesla та BYD Auto, як у Китаї, так і в усьому світі, випустивши 480 003 автомобілі.

## Історія
GAC New Energy Automobile Co., Ltd. була створена 28 липня 2017 року як дочірня компанія GAC Group для розробки електромобілів. 
Aion був представлений як суббренд електромобілів під GAC New Energy у 2018 році. Перша модель, Aion S, була показана публіці в листопаді на виставці Auto Guangzhou. У 2019 році GAC анонсувала 12 нових моделей, які в кінцевому підсумку включали LX, V і Y.
У листопаді 2020 року GAC New Energy була перейменована в GAC Aion і стала незалежною операцією, відокремленою від інших операцій GAC.
У 2021 році GAC Aion оголосила, що Aion V буде оснащений графеновим акумулятором, який може заряджатися від 0 до 80% за 8 хвилин, додаючи 70 кВт-год заряду. У 2021 році GAC Aion анонсувала зарядну станцію A480, 480 кВт, 1000 В. 35,1 кВт-год (30-80%) заряду для нового Aion V 6C менш ніж за 5 хвилин і 0-80% заряду за 8 хвилин. У липні 2021 року GAC Group оголосила, що GAC Aion спільно з Huawei розроблятиме чисто електричний позашляховик "AH8".
У вересні 2022 року GAC Aion представила новий логотип бренду. Компанія також представила новий преміальний бренд Hyper та його перший продукт - Hyper SSR
У серпні 2024 року GAC Aion перейменувала західну назву бренду на Hyptec.
У жовтні 2023 року GAC Group оголосила, що перебирає на себе 100% власності на завод GAC в Чанша, який раніше експлуатувався спільно з Mitsubishi Motors під назвою GAC Mitsubishi. Починаючи з травня 2024 року, завод матиме річну потужність 200 000 електромобілів для бренду Aion.

## Зарубіжні ринки
GAC Aion вийшов на ринок Таїланду у вересні 2023 року, запустивши в країні праворульний Aion Y Plus. У липні 2024 року компанія розпочала збірку електромобілів у Таїланді.
У листопаді 2023 року автомобілі Aion з'явилися у продажу в Мексиці разом з іншими автомобілями GAC Motor.
У січні 2024 року компанія вийшла на ринок Гонконгу, а також почала попередній перегляд свого продукту в Малайзії.
У квітні 2024 року GAC Aion оголосив про вихід на ринок Індонезії з місцевим партнером Indomobil Group. Indomobil інвестує в місцевий завод для складання автомобілів Aion.
У вересні 2024 року GAC Aion вийшов на філіппінський ринок під брендом Dangdang New Energy Auto Service (Philippines) Ltd. Corp.
У жовтні 2024 року GAC Aion вийшов на ринок В'єтнаму.

## Моделі

### Aion
Aion - однойменний мас-маркет бренд компанії GAC Aion.

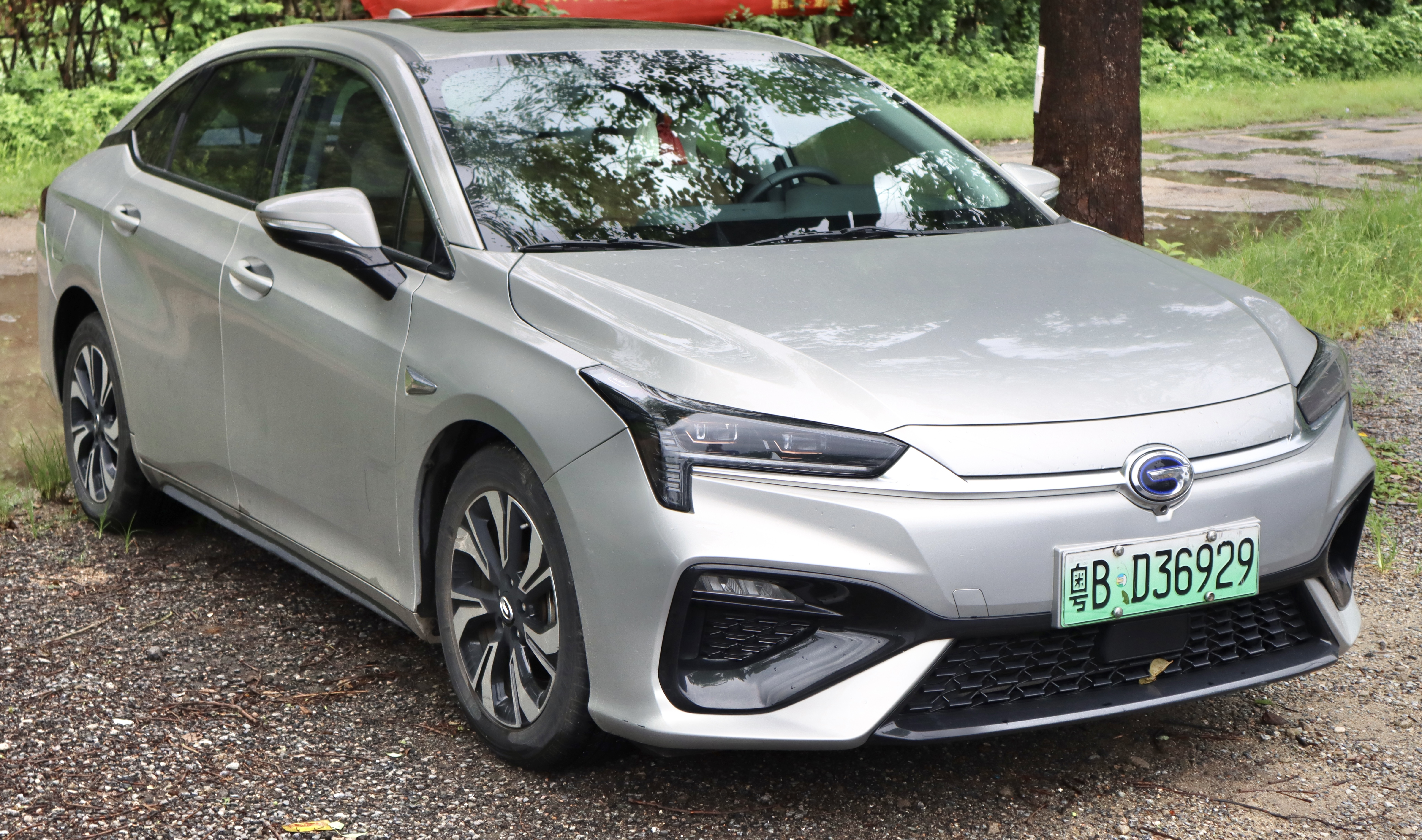
Aion S
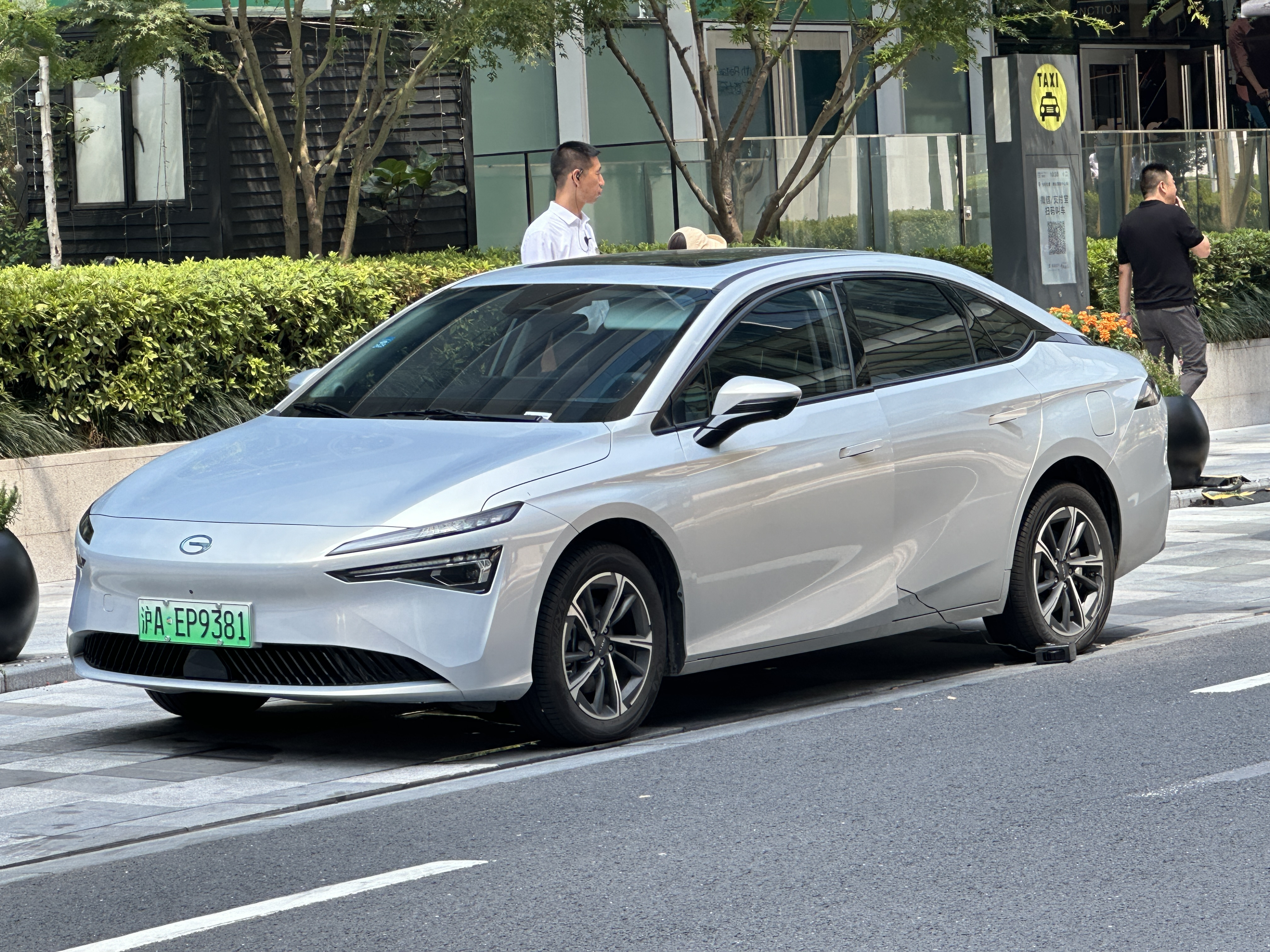
Aion S Max
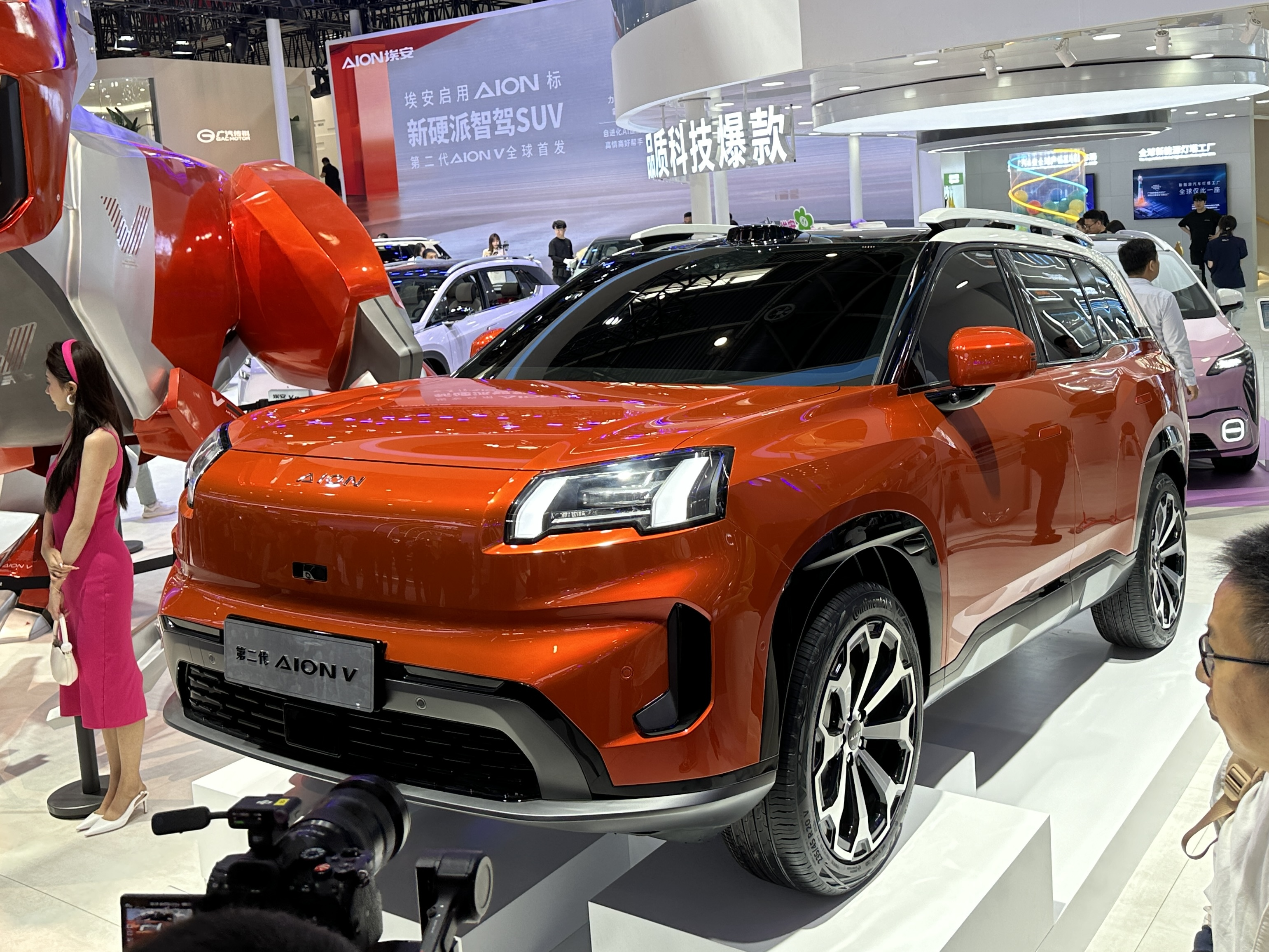
Aion V
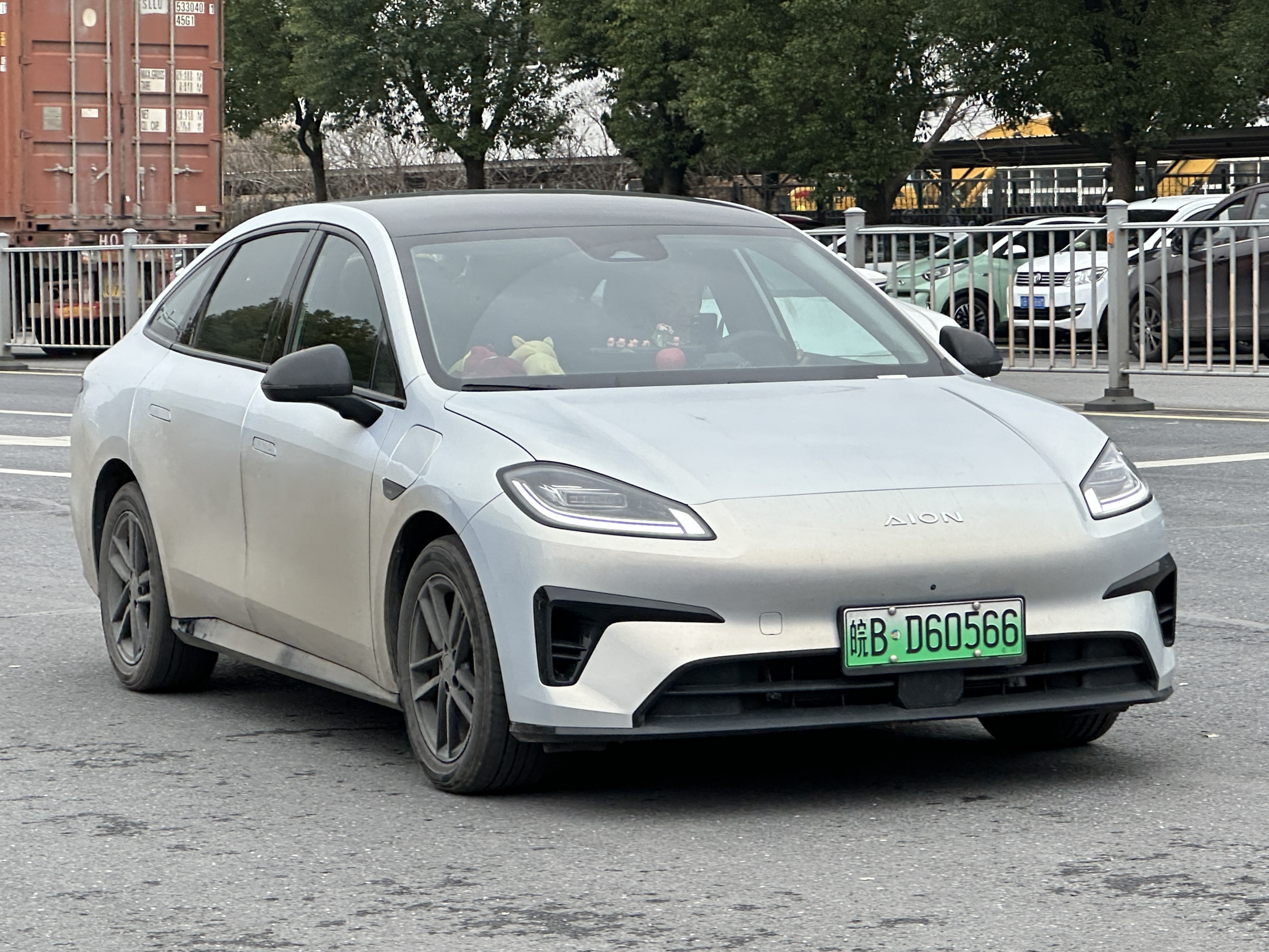
Aion RT
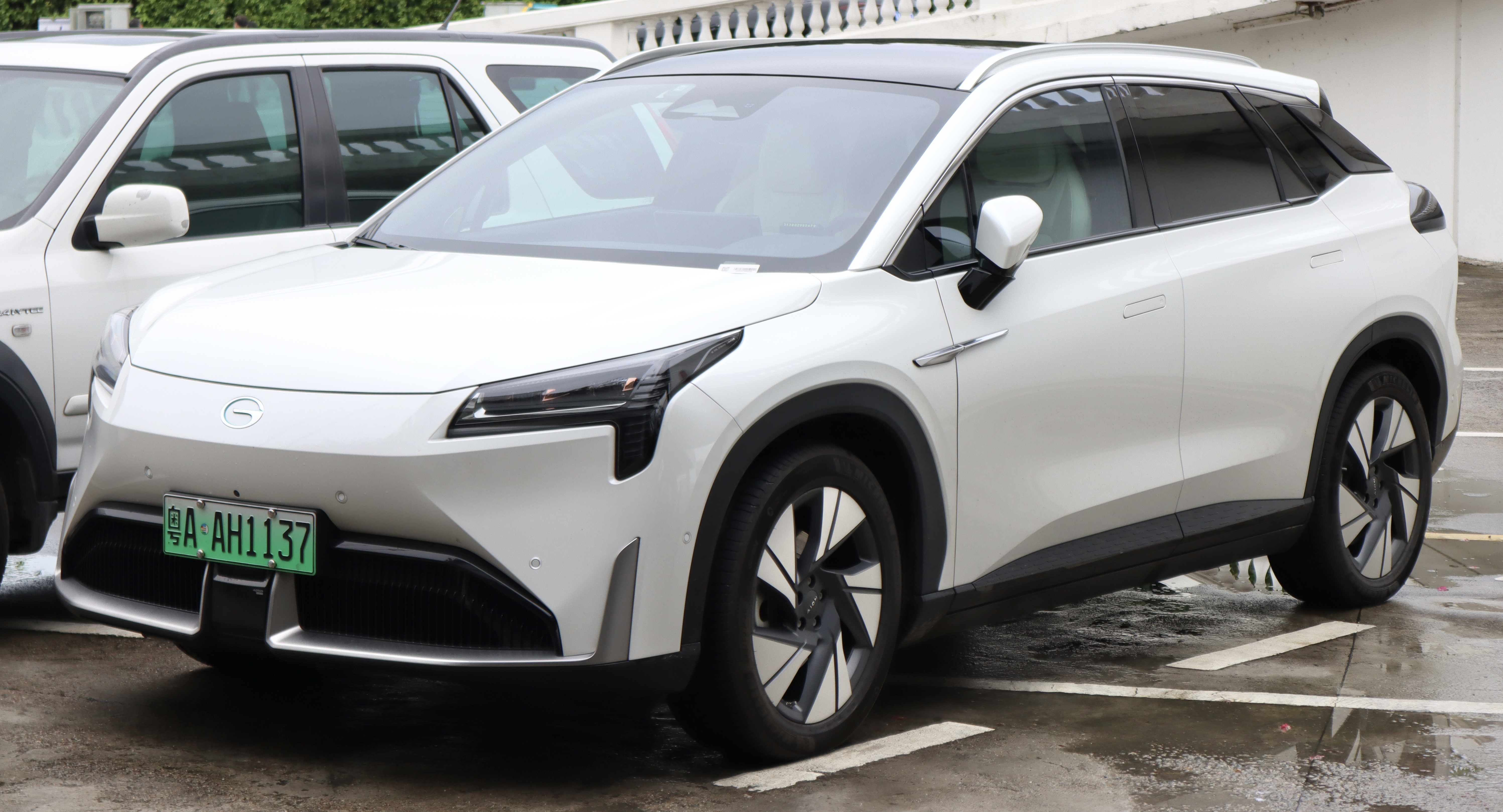
Aion LX Plus
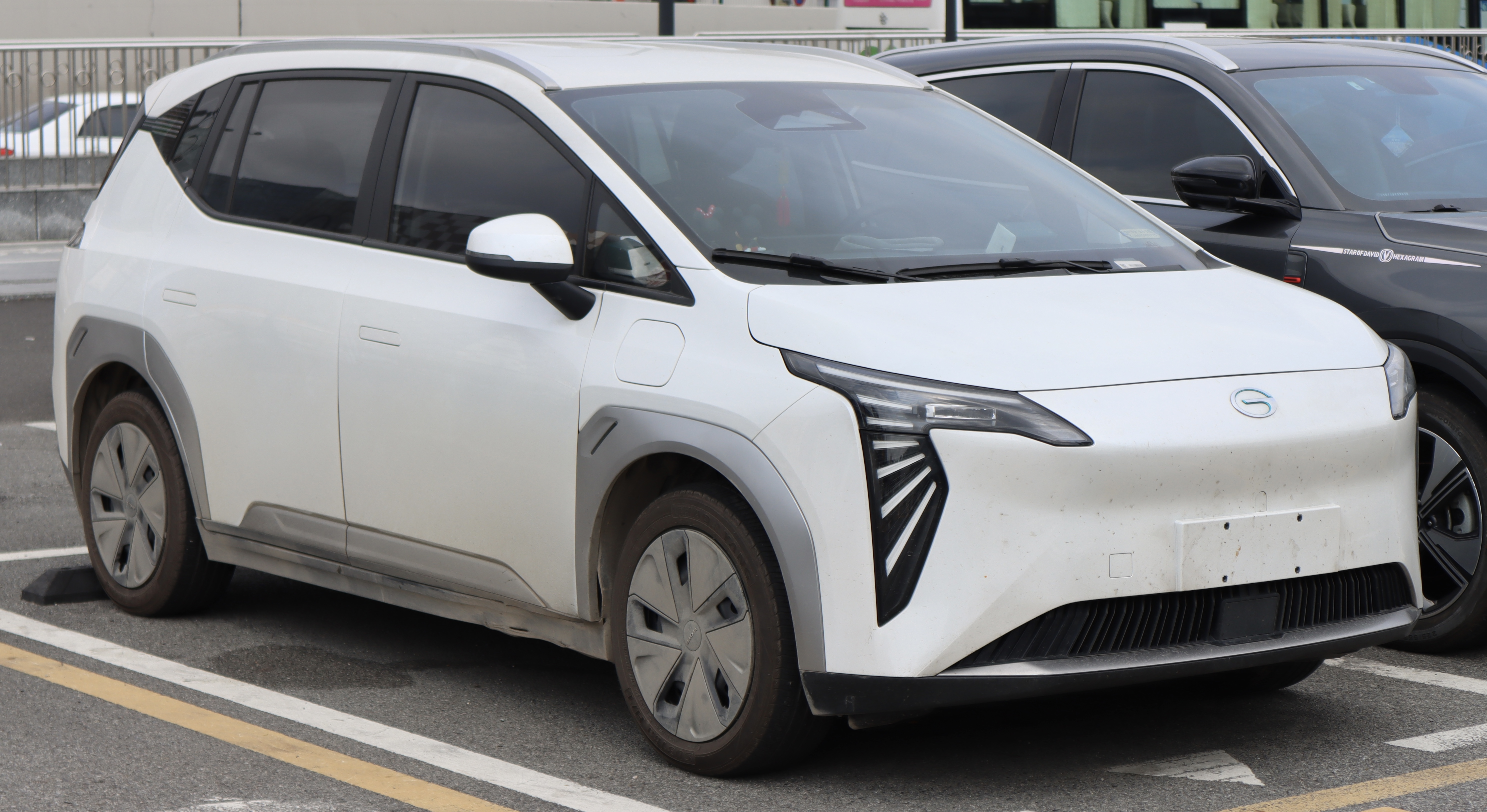
Aion Y Plus

### Hyptec
Hyptec - преміальний бренд компанії GAC Aion. Бренд був створений у вересні 2022 року як Hyper, з метою розширити портфоліо GAC Aion окремим преміальним брендом.
Першим продуктом Hyptec став гіперкар Hyptec SSR. Виробництво SSR почалося в жовтні 2023 року. У 2023 році лінійка Hyper поповнилася другою моделлю - седаном Hyptec GT, який надійшов у продаж у липні 2023 року.
У жовтні того ж року дебютував середньорозмірний позашляховик купе Hyptec HT, продажі якого на внутрішньому ринку почалися в листопаді 2023 року.

У серпні 2024 року англомовна назва бренду була змінена з Hyper на Hyptec.

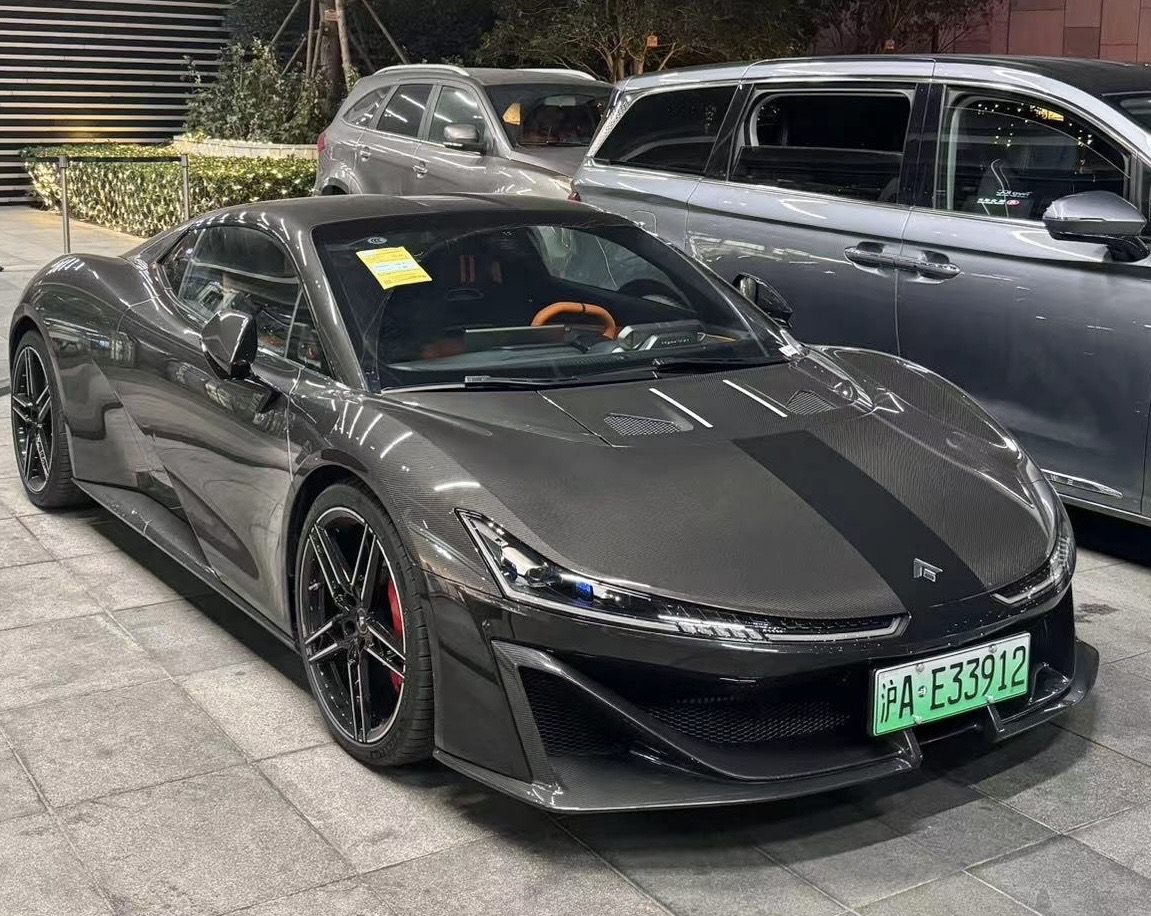
Hyptec SSR
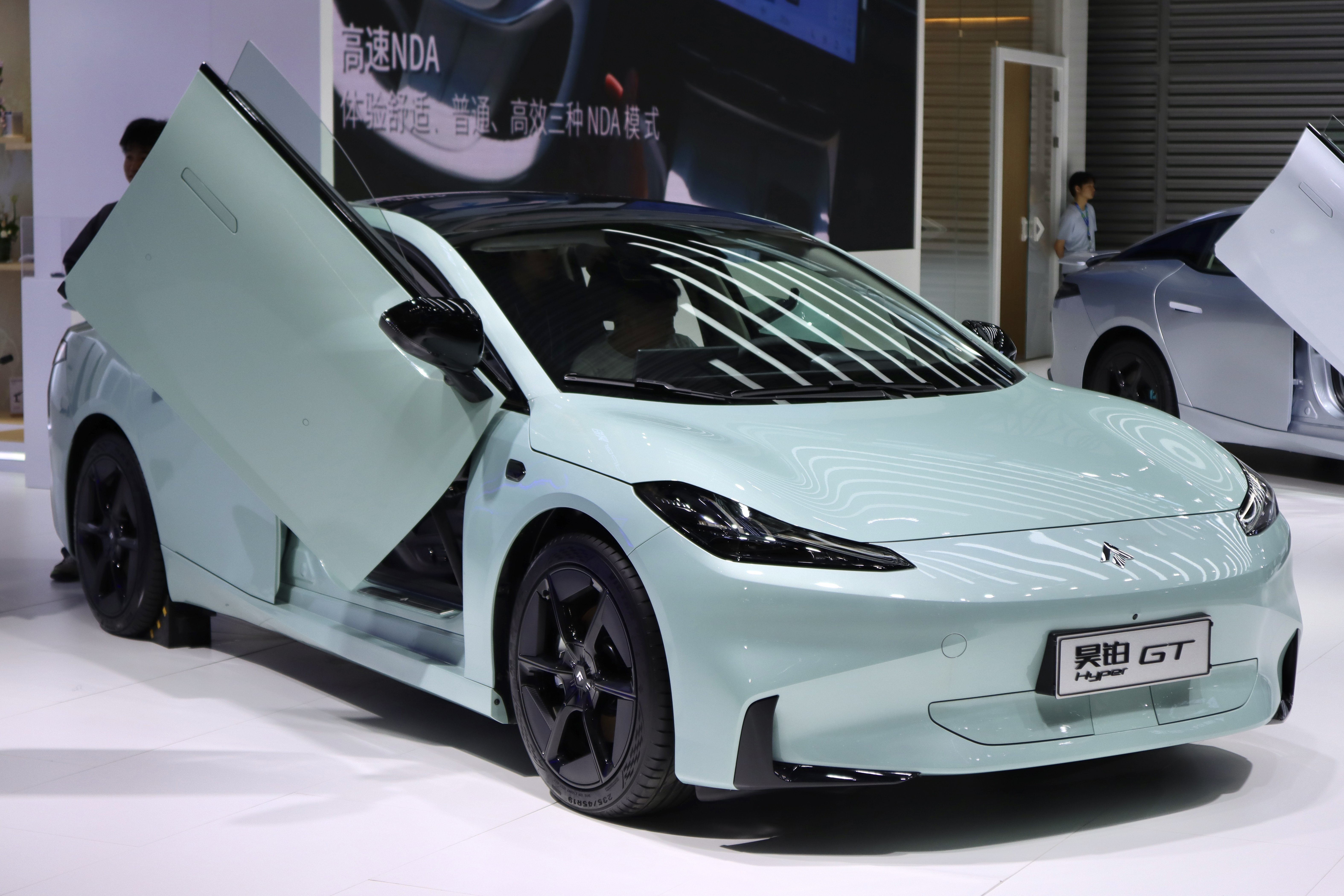
Hyptec GT
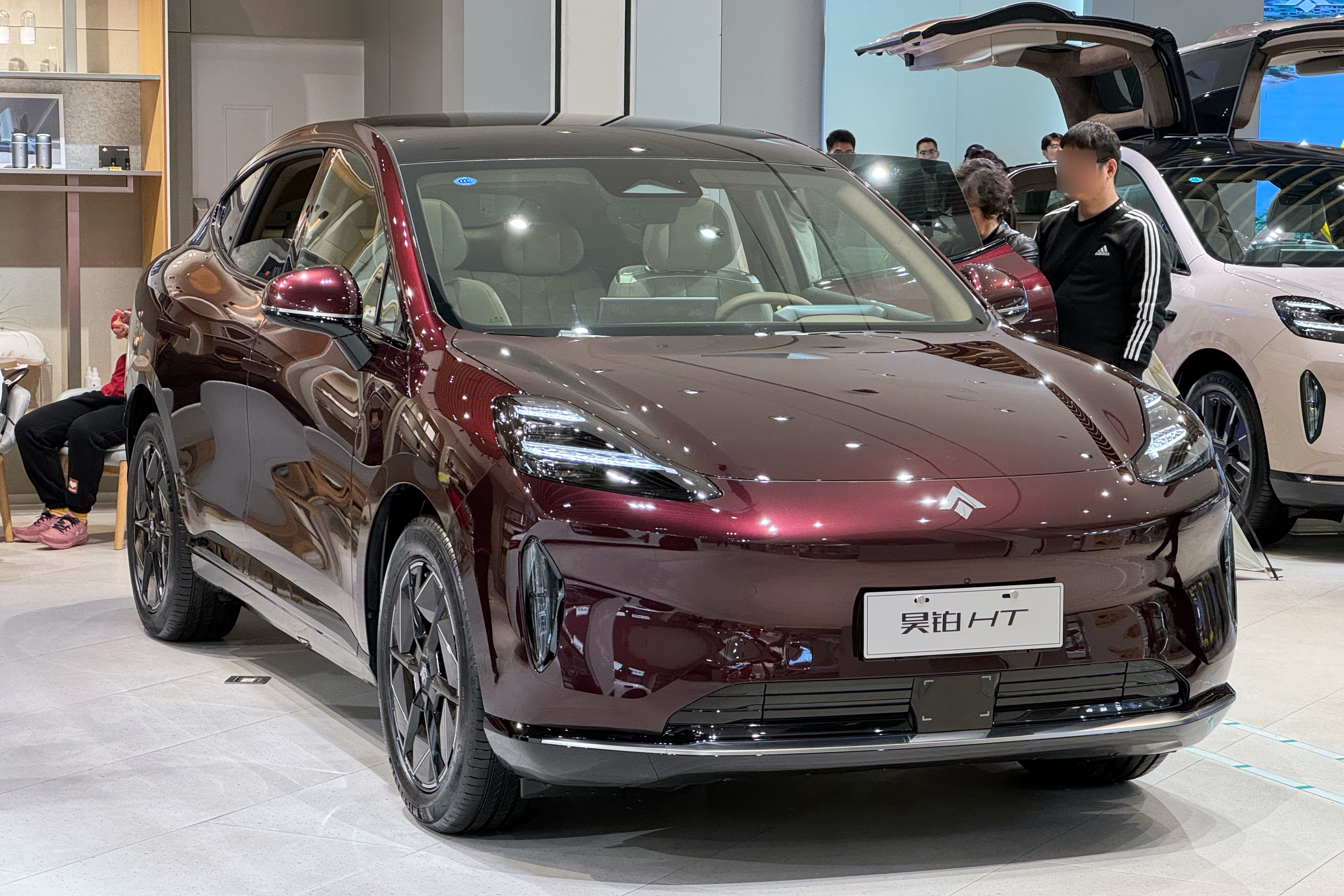
Hyptec HT
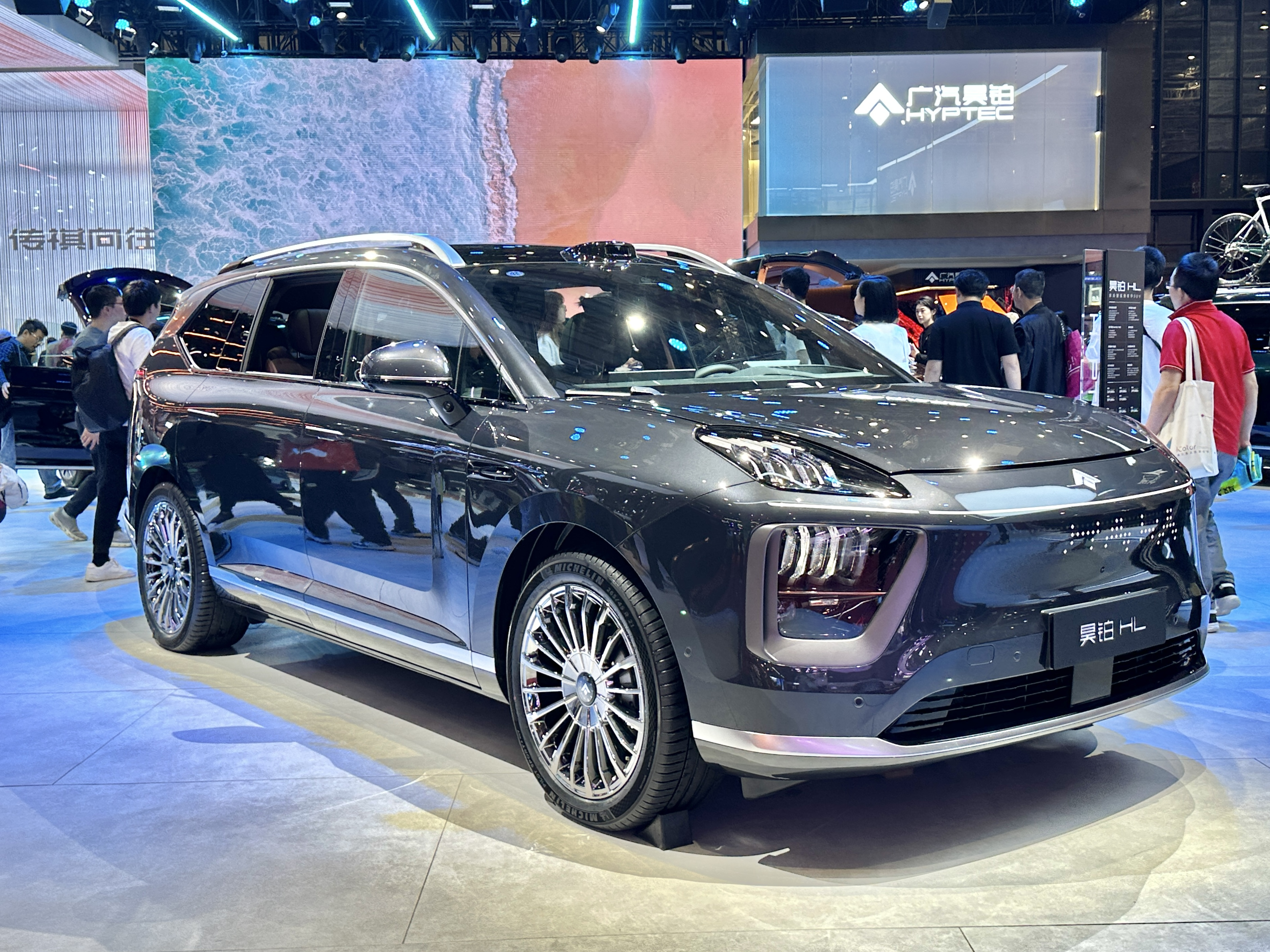
Hyptec HL

### Спільні підпрємства
Hycan  - спільний бренд електромобілів, який виник у 2019 році в результаті партнерства між GAC та Nio, відомого як GAC-Nio. Спочатку партнерство випустило дві моделі, Hycan 007 і Hycan Z03, обидві походять від існуючих автомобілів Aion - Aion LX і Aion Y відповідно. У 2021 році спільне підприємство провело ребрендинг під назвою Hycan. 
GAC Aion володіє 20,54% акцій, тоді як основним акціонером є Pearl River Investment (68,56%).

11 січня 2025 року GAC Group повідомила, що як акціонер вона вирішує питання працевлаштування співробітників Hycan відповідно до свого інвестиційного співвідношення. GAC Aion візьме на себе післяпродажне обслуговування продукції Hycan. Компанія Hycan була визнана такою, що фактично припинила своє існування.

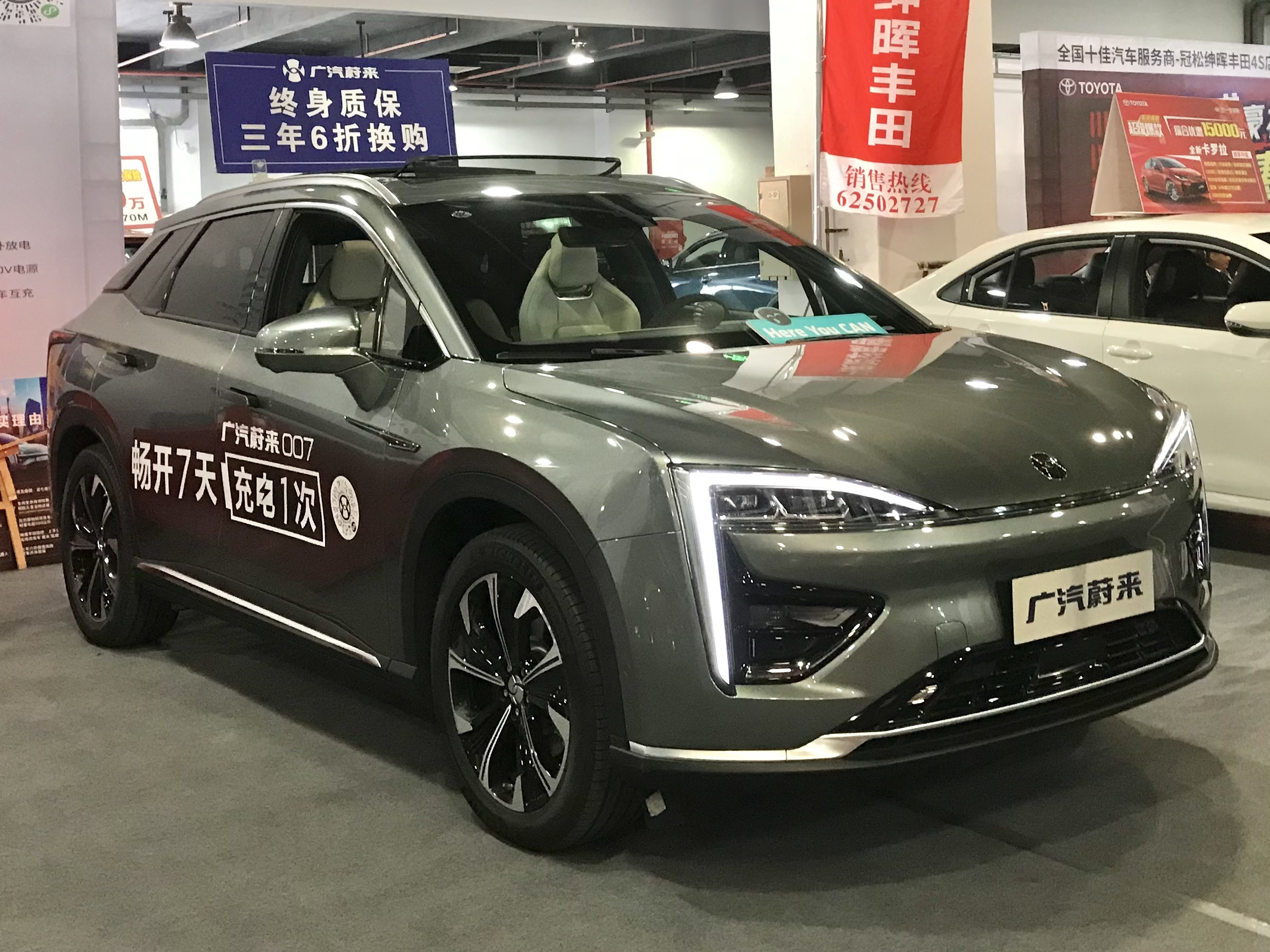
Hycan 007
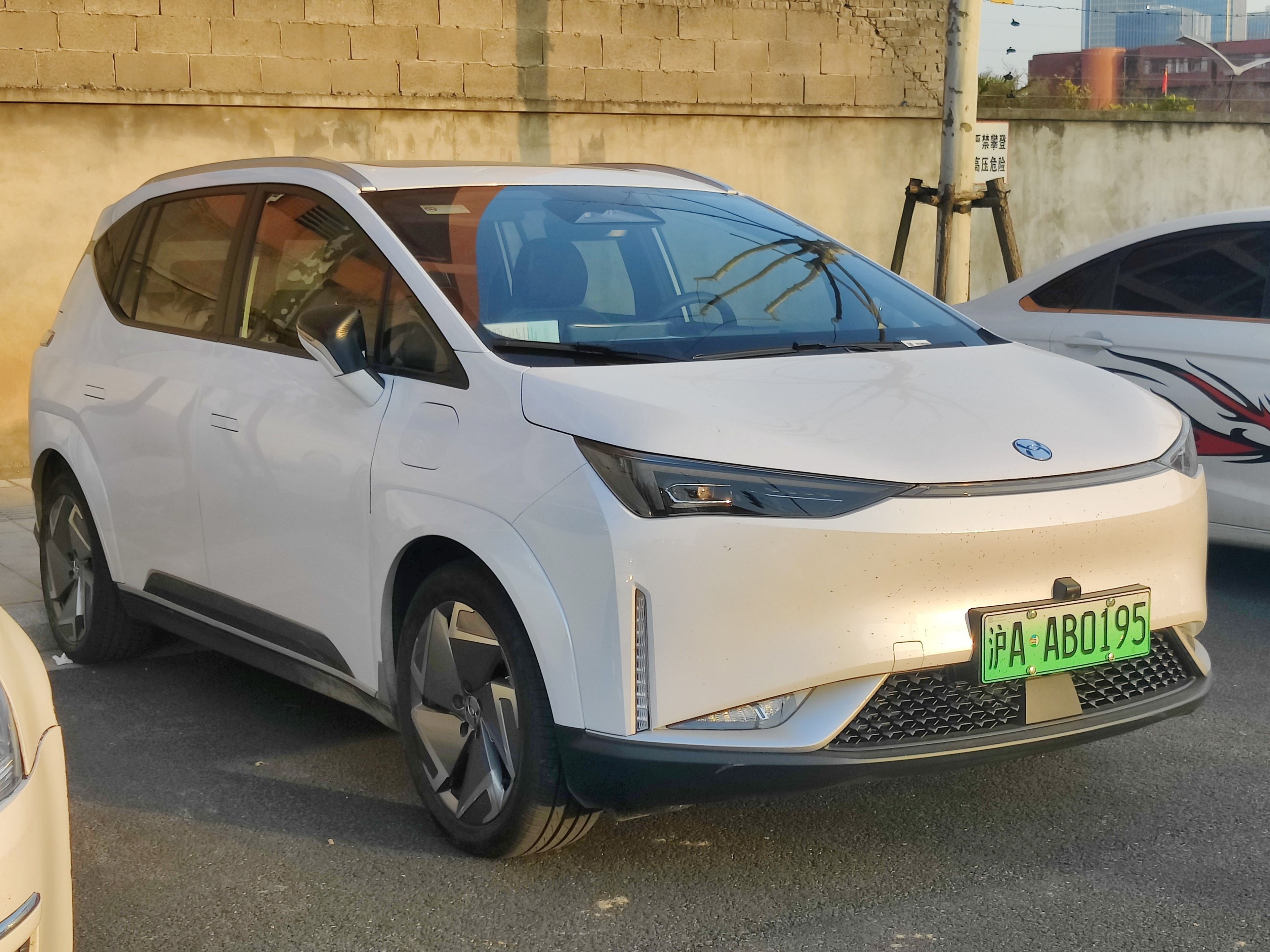
Hycan Z03
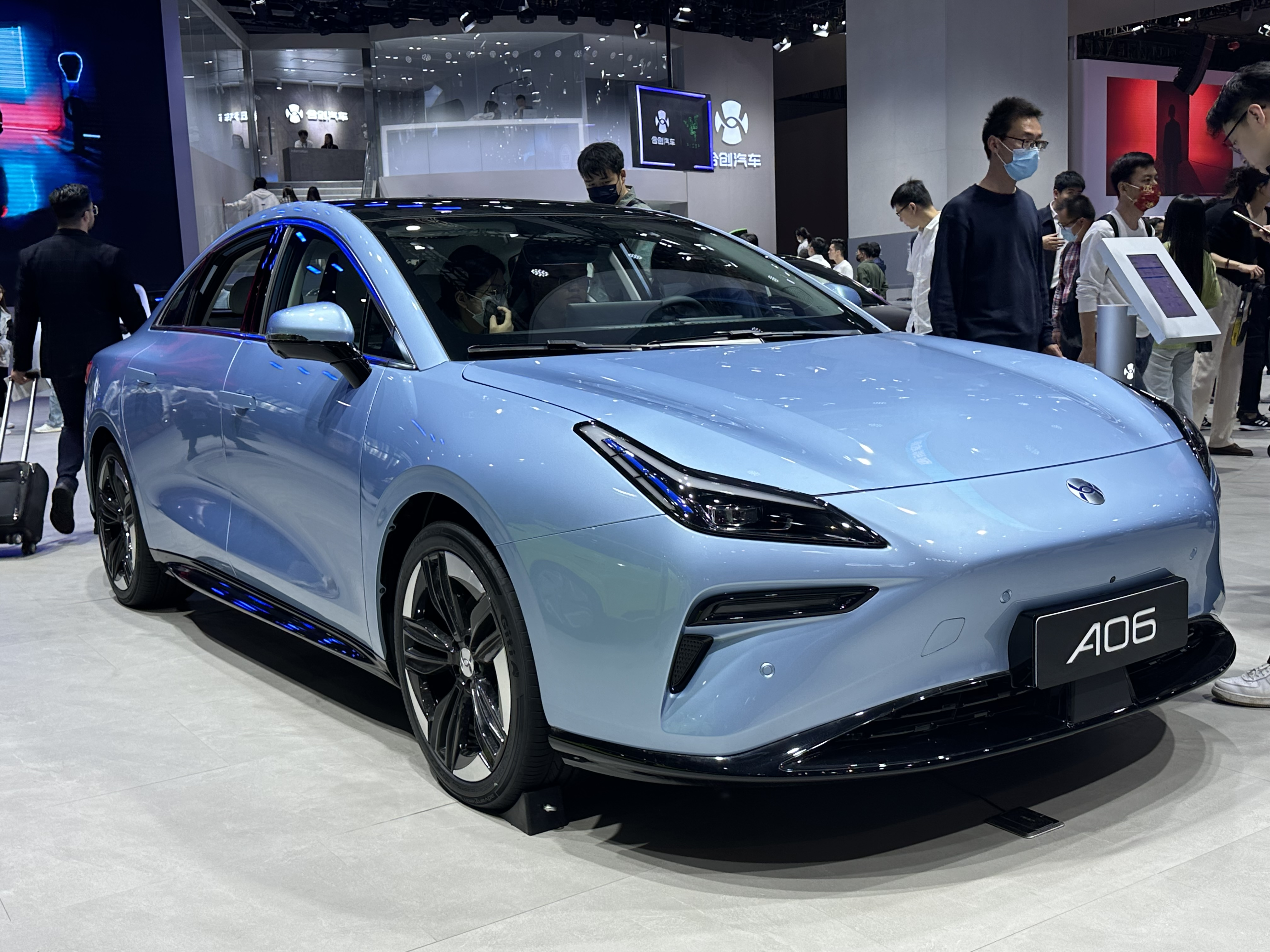
Hycan A06
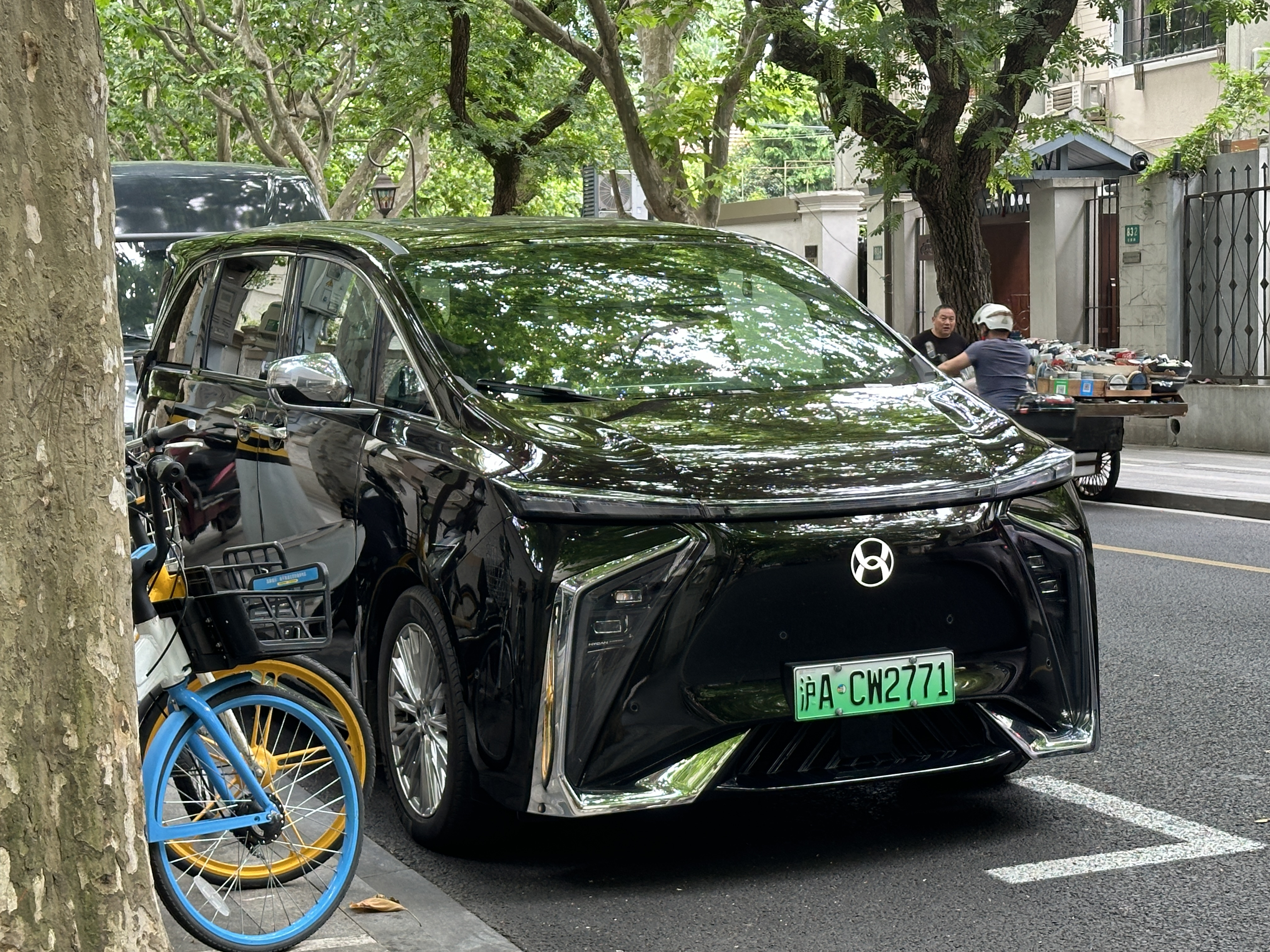
Hycan V09

## Продажі
| Рік  | Глобальні |
| ---- | --------- |
| 2019 | 33,467    |
| 2020 | 59,595    |
| 2021 | 118,159   |
| 2022 | 271,161   |
| 2023 | 480,003   |
| 2024 | 374,884   |